# 原始城市

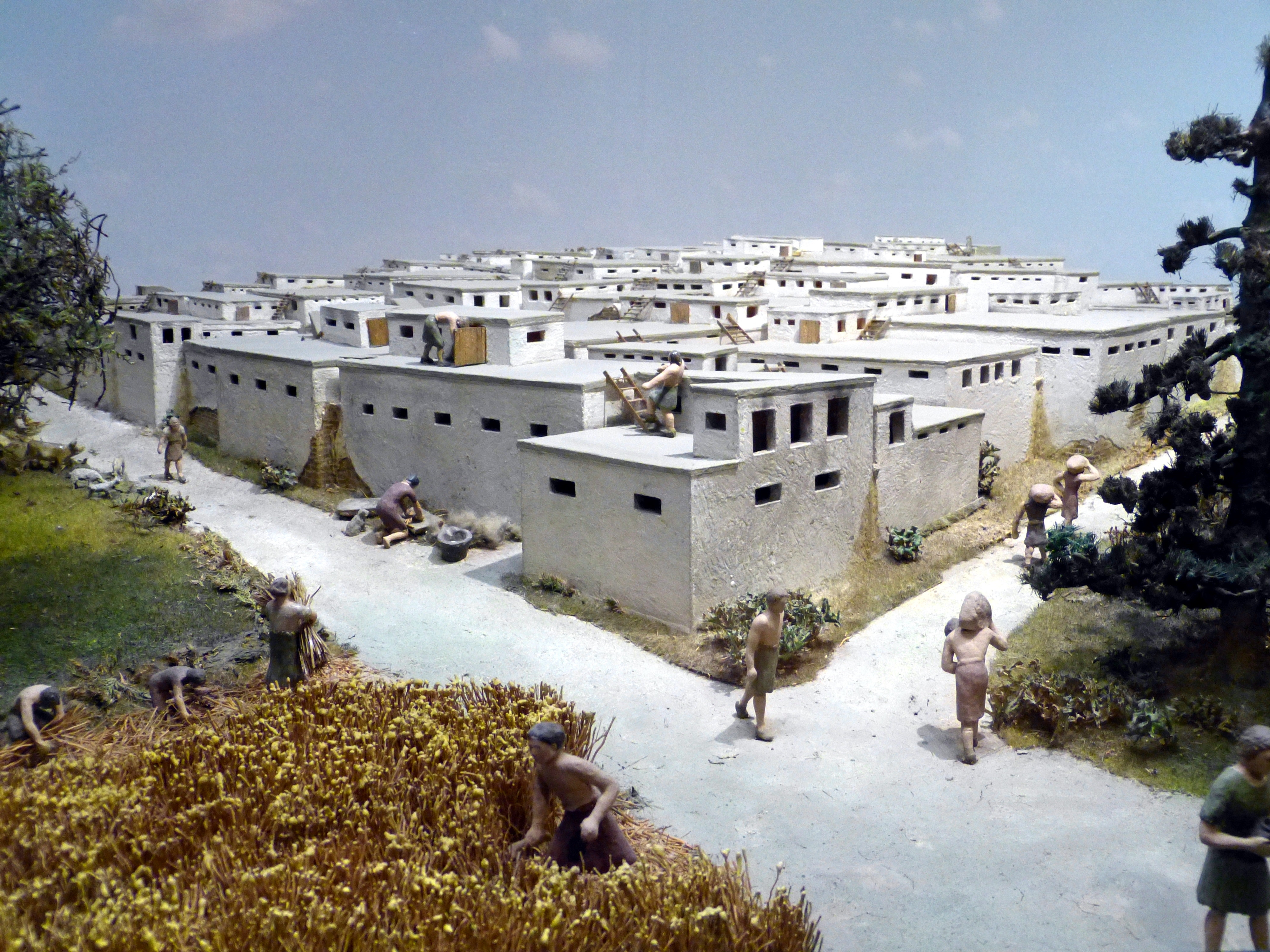
恰塔霍裕克模型。这一城市被视为原始城市的经典范例

原始城市（英語：Proto-city）是指新石器时代人类的大型密集聚落，与现代城市的区别在于缺乏规划和集中管理。目前学术界对原始城市的分类较为模糊，其中一些案例甚至存在很大的争议。原始城市的著名例子包括杰里科古城、恰塔霍裕克以及剋剋塔尼文化遗址。